# Federico Beltran Masses

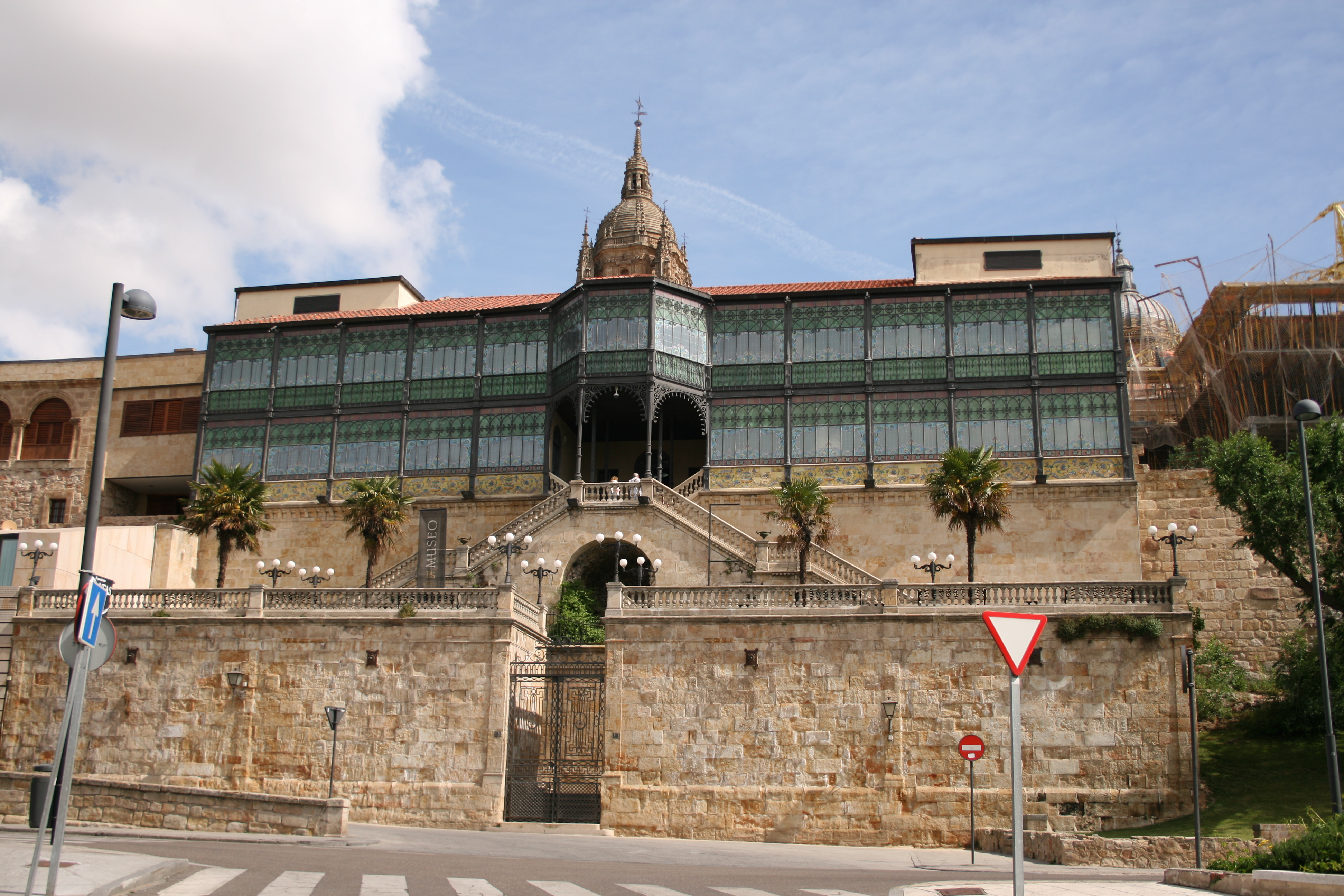
Museo de Art Nouveau y Art Déco, Casa Lis, Salamanca, donde se halla la obra de Beltrán, Salomé.

Federico Beltrán Masses (1885-1949) fue un pintor español nacido en Güira de la Melena, Cuba. Su padre era un militar español y parte de la familia materna era cubana.

## Biografía
En 1893 la familia regresó a Barcelona en donde Federico inició estudios de pintura en la Escuela Superior de Artes e Industrias y de Bellas Artes de Barcelona, "Llotja", completándolos más tarde en el taller del pintor Joaquín Sorolla en Madrid. En 1911 se casó con la también pintora Irene Narezo Dragoné. En 1916 la pareja se trasladó a vivir a París, en donde residieron hasta 1946 en que volvieron a Barcelona. Falleció en 1949 en esta ciudad.
En 1919 participó en la Exposition Hispano-français des Beaux-Arts, en la que su esposa, Irene Narezo, expuso dos pinturas además de ser la responsable del montaje de la sección española.
En 1920, la XII Bienal de Venecia dedicó íntegramente una sala a su obra. A partir de este momento y como consecuencia de su viaje a Italia, Venecia y sus fondos arquitectónicos ocuparon un importante papel en la obra de Beltrán Masses. Venecia era la ciudad de sus sueños, de sus fantasías e hizo de ella el marco perfecto de sus retratos.
Desde su llegada a París se relacionó con lo más destacado del mundo artístico y “mundano” del momento. Apasionado de la pintura se convirtió en el pintor de moda de la época y por ello muchos miembros de la sociedad del momento querían conocerle y que los retratara.
En 1924 fue nombrado caballero de la Orden de Isabel la Católica. Su gusto por el viaje le facilitó la difusión de su obra a nivel internacional. Viajó a los Estados Unidos en donde expuso en 1924 en la Galería Wildenstein de Nueva York y en Los Ángeles en 1925. A su llegada a Estados Unidos, se convirtió, también allí, en el pintor de moda y fue invitado a las mejores fiestas de Hollywood, Palm Beach y Nueva York. El actor Rodolfo Valentino fue uno de sus mayores admiradores y amigo. Lo retrató dos veces y ello lo convirtió en favorito de la jet set del momento. Entre sus amigos y clientes se encontraban algunos de los actores de la edad de oro de Hollywood como Charles Chaplin, Joan Crawford, Gloria Swanson, así como Marion Davies o Douglas Fairbanks. Más adelante pintó en varias ocasiones a Joan Crawford y Pola Negri. Retrató también a miembros de famosas sagas norteamericanas, tan adineradas como los Rothschild, los Morgan, los Forbes o a William Randolph Hearst, el gran magnate de la prensa norteamericana con quien mantuvo una relación de amistad que le llevó a acompañarlo en sus viajes por Europa, junto a Marion Davies.
En 1927 llevado por su curiosidad y gusto por lo exótico, viajó a la India y a Ceylán, quizás a instancias de Anita Delgado, Maharaní de Khapurthala a quien retrató en 1919. El espíritu del exotismo de las imágenes de Madrás, aparece en su obra como en la gran mayoría de los casos, como una nota de fondo o una excusa. Son pocos los cuadros con temática de la India propiamente dicha y también en esta ocasión, ninguno de ellos pintado del natural. Siempre son ensoñaciones desarrolladas en el estudio de París.
A lo largo de su carrera recorrió también toda Europa exponiendo en Francia, España, Bélgica e Inglaterra en múltiples ocasiones y con gran éxito.
De obra abundante y extensa, se le puede considerar como un "Retratista Mundano" ya que es enormemente conocido por los retratos que realizó a los personajes de la sociedad de su momento. Su pintura más libre se caracteriza por la exaltación del color y de la noche. Es el azul Beltrán lo más característico de su obra y que define su paleta con tonos azules que captan el crepúsculo y la oscuridad de la noche. También son características sus  "notas de color" u "Horas de España" pequeños retazos de una España añorada en su imaginación, castiza, de majas, romerías y visiones flamencas y que constituyen la parte más difundida de su obra.
Beltrán Masses fue distinguido profusamente con premios en los Estados Unidos, Bélgica, Italia, la India, Francia y España.